# Heinrich Simbriger
Heinrich Simbriger (* 4. Januar 1903 in Aussig, Böhmen; † 16. Juli 1976 in Regensburg) war ein Komponist, Musiktheoretiker und Archivleiter. Simbriger ist Begründer einer zwölftönigen Kompositionslehre, die er Komplementäre Harmonik nannte.

## Leben
Er studierte 1921–1923 bei Fidelio Fritz Finke Komposition in Prag, dann bei Joseph Haas in München und Josef Lechthaler in Wien. 1929 gelangte er in den Kreis um Josef Matthias Hauer, 1937 wurde er promoviert, ebenfalls in Wien. "Gong und Gongspiele" lautete das Thema seiner Dissertation. Während des Zweiten Weltkrieges war Simbriger in Tetschen-Bodenbach als Musiklehrer tätig. Ab etwa 1950 begann Simbriger an der Arbeit an seiner Komplementären Harmonik. 1950 erhielt er den Sudetendeutschen Kulturpreis für Musik, 1963 den Johann-Wenzel-Stamitz-Preis. In Regensburg, wo Simbriger ab 1966 das Musikarchiv der Künstlergilde aufbaute, vollendete er auch seine musiktheoretischen Hauptschriften und unterzog sein kompositorisches Schaffen einer kritischen Gesamtrevision.

## Einordnung seines Schaffens
Als Musiktheoretiker und Komponist wurde Simbriger nachhaltig von der Gedankenwelt Josef Matthias Hauers geprägt, wenngleich er sich erst gegen 1950 der Zwölftonkomposition zugewandt hat. Auf der Grundlage von Hauers Tropenlehre entwickelte Simbriger seine eigene Musiktheorie, die Komplementäre Harmonik, eine umfassende Erweiterung und lexikale Katalogisierung des Tropensystems auf alle möglichen Klangkombinationen, die einander zur Zwölftontotalität ergänzen. Wenngleich Simbriger in seiner Klanglehre (aufgrund von deren kompositorischen Eignung) den komplementären Hexachorden (6+6), die den hauerschen Tropen entsprechen, und auch der ternären Tetrachordik (4+4+4) eine besondere Stellung einräumt, hat er dennoch auch alle weiteren möglichen Gruppenbildungen systematisiert. Abgesehen von allgemeinen Studien ist eine ausführliche wissenschaftliche Aufarbeitung der Theorien Simbrigers bis heute nicht erfolgt.
Simbrigers Kammermusik- und Liedschaffen fand zu Lebzeiten des Komponisten überregionale Beachtung und wurde zum Teil von namhaften Interpreten gespielt. Das von Simbriger geschaffene Musikarchiv der Künstlergilde Esslingen (Depositum im Sudetendeutschen Musikinstitut (SMI), Regensburg) umfasst nahezu alle im dritten Viertel des 20. Jahrhunderts greifbaren Werke von Komponisten, die nach dem Zweiten Weltkrieg aus den einstigen deutschen Ostgebieten vertrieben wurden.

## Schriften (Auswahl)
- Gong und Gongspiele, E.J. Brill, Leiden 1939
- Handbuch der musikalischen Akustik, Habbel, Regensburg 1951
- Werkkatalog zeitgenössischer Komponisten aus den deutschen Ostgebieten, Bd. 1–6, Die Künstlergilde e. V., Esslingen 1955–1974
- Geheimnis der Mitte. Aus dem geistigen Vermächtnis des alten China, Diederichs, Düsseldorf 1961
- Vom Erbe deutscher Musik aus den Ostgebieten, Laumannsche Verlagsbuchhandlung, Dülmen 1973
- Komplementäre Harmonik, Die Künstlergilde, Esslingen 1979, 2. Aufl. 1980
- Die Klangführung in der Zwölftonmusik. Peritonale Harmonik, Die Künstlergilde, Esslingen o. J. (1991)

## Werkübersicht (Auswahl)

### Orchesterwerke
- op. 38	Passacaglia für Solo-Violoncello und kleines Orchester -
- op. 54	Musik für Violine und Orchester -
- op. 94	Elegie für Englisch-Horn, Solo-Violine und tiefe Streicher -
- op. 102	Musik für Klavier und Streichorchester -
- op. 104	Kleines Konzert für Streicher

### Klaviermusik
- WoO 4	Phantasietanz und Menuett
- WoO 8	Variationen, Intermezzo und Finale über ein chinesisches Volkslied
- Stücke (op. 2, op. 77, op. 109)
- 3 Suiten (op. 19, op. 47, op. 112)
- Inventionen (op. 36, op. 83)
- Sonaten (op. 78, op. 86)
- Sechs lyrische Präludien (op. 90)
- Phantasie (op. 108)
- Tusch-Bilder (op. 113)
- Variationen über ein eigenes Liedthema (op. 126)

### Orgelwerke
- WoO 16	70 Takte Orgelmusik zum 70. Geburtstag von Prof. Anton Nowakowski -
- op. 89	Präludium und Fuge -
- op. 111	Triptychon -
- op. 136	Musica spiritualis -

### Weltliche Chorwerke
- op. 3	Fünf Gesänge nach Gedichten aus „Der Stern des Bundes“ von Stefan George
- op. 28	„Lob der Heimat“. Kantate nach Gedichten von Franz Höller
- op. 34, 35 Chöre nach altdeutschen Texten
- op. 48a	„Weite Nacht“ nach Worten von Elisabeth von Langen
- op. 56	Sieben sudetendeutsche Volkslieder
- op. 75	„Abschied“. Zwei Männerchöre nach Gedichten von Erwin Ott

### Geistliche Musik
- op. 1	Missa alme pater
- op. 17	Motette
- op. 18	Kleine Perlacher Messe
- op. 43b	Kleine Messe
- op. 60	Kleine Weihnachts-Kantate
- op. 63	Maria Mutter, reine Magd
- op. 64	Murnauer-Festmesse
- op. 65	Es flog ein Täublein weiße. Kantate
- op. 67	Missa brevis
- op. 70	Ave maris stella
- op. 71	Vier Engel-Hymnen
- op. 119	Fünf geistliche Gesänge
- op. 125	Worte des Propheten Jesajah

### Kammermusik ohne Klavier
- op. 26	Solo-Suite für Bratsche
- op. 62a	Allegro espressivo für Violoncello solo
- op. 88	Zwei Stücke für Solo-Violoncello
- op. 45	Trio für Violine, Bratsche und Violoncello
- op. 46	Trio für zwei Bratschen und Violoncello
- op. 138	Drei Präludien für Streichtrio
- op. 122 Streichquartett Nr. 3
- op. 124	Streichquartett Nr. 4
- op. 136	Musica spiritualis

#### Für Bläser allein
- op. 23 Sechs kurze Blasmusiken in alten Tonarten (für Blechbläsersextett)
- op. 93	Bläserquintett
- op. 103 Variationen für Bläserquintett

### Kammermusik mit Klavier
- WoO 6	Sonatine für Violine und Klavier
- WoO 7	Phantasie für Violine und Klavier
- op. 22	Suite für Violoncello und Klavier
- op. 25	Sonatine für Violine und Klavier im alten Styl
- op. 37	Kleine Hausmusik für Violine und Klavier
- op. 49	Sonate für Bratsche und Klavier
- op. 51a	Zur Erinnerung. Stück für Violine und Klavier
- op. 52	Kleine Liedersuite. Hausmusik für Violoncello und Klavier
- op. 74	Canzona für Violine und Klavier
- op. 81	Sonate für Violoncello und Klavier
- op. 87	Sonatine für Violine und Klavier
- op. 97	Trio für Violine, Violoncello und Klavier
- op. 100	Sonate für Bratsche und Klavier
- op. 110	Sonate für Violine und Klavier
- op. 116	Variationen für Bratsche und Klavier
- op. 118	Trio concertante für Violine, Bratsche und Klavier
- op. 131	Spiegelungen für Violine und Klavier

### Lieder
- 244 Lieder (in 39 Zyklen) nach Texten von Joseph von Eichendorff, Hans Christoph Ade, Rabindranath Tagore, Rudolf Schott, Hans Nüchtern, Friedrich Jaksch, Ernst Leibl, Emil Merker, Theodor Kramer, Josef Moder, Friedrich Hölderlin, Bô Yin Râ, Rainer Maria Rilke, Imma von Bodmershof u. a.

### Bühnenwerke
- WoO 10	„So ein freier Junggeselle“. Komische Oper in einem Akt von Otto Deiglmayr -
- WoO 11	„Judith“. Operntragödie in zwei Akten von Hermann Ferdinand Schell